# 음력 11월 6일
음력 11월 6일은 음력 11월의 6번째 날이다.

## 사건
- 1996년 - 대구MBC 별이 빛나는 밤에 공개방송 현장(대구 우방랜드)에서 여고생 2명이 압사사고로 사망.

## 문화
- 2011년 - 인천국제공항철도 공덕역 개통.
- 2014년 -
  - 수도권 전철 경의선 공덕역 - 용산역 구간이 개통하면서 경의선과 중앙선이 수도권 전철 경의중앙선으로 직결됨.
  - 수도권 전철 3호선 원흥역이 개통.
  - 수도권 전철 수인선 달월역이 개통.

## 탄생
- 1970년 - 대한민국의 배우 김희정.
- 1973년 - 대한민국의 가수,배우 임창정
- 1978년 - 대한민국의 배우 신이.
- 1989년 - 대한민국의 야구선수 우동균.
- 1990년
  - 대한민국의 바이올리니스트 장유진.
  - 일본의 성우 안자이 치카.

## 사망
- 1416년 - 고려 말 조선 초의 문신 하륜.
- 1506년 - 조선 10대 국왕 연산군.

## 같이 보기
- 음력 360일: 1월 2월 3월 4월 5월 6월 7월 8월 9월 10월 11월 12월
- 전날:11월 5일 다음날:11월 7일 - 전달:10월 6일 다음달:12월 6일
- 양력:11월 6일
- 음력, 윤달